# Kim Schrier
Kimberly Merle Schrier, née le 23 août 1968 à Los Angeles, est une pédiatre et femme politique américaine. Membre du Parti démocrate, elle est élue de l'État de Washington depuis 2019.

## Biographie

### Enfance et formation
Kim Schrier naît et grandit à Los Angeles. Son père est ingénieur et sa mère professeur d'école publique .
Elle obtient un diplôme de l'UC Berkeley Phi Beta Kappa, avant de suivre des études de médecine à l'UC Davis School of Medicine .

### Vie politique
En 2018, elle remporte l'élection à la Chambre des représentants dans le huitième district du Congrés  de l'État de Washington face au candidat du Parti républicain Dino Rossi (en) avec 52,42 % des voix,. Elle est la première démocrate élue dans cette circonscription.